# Akmon

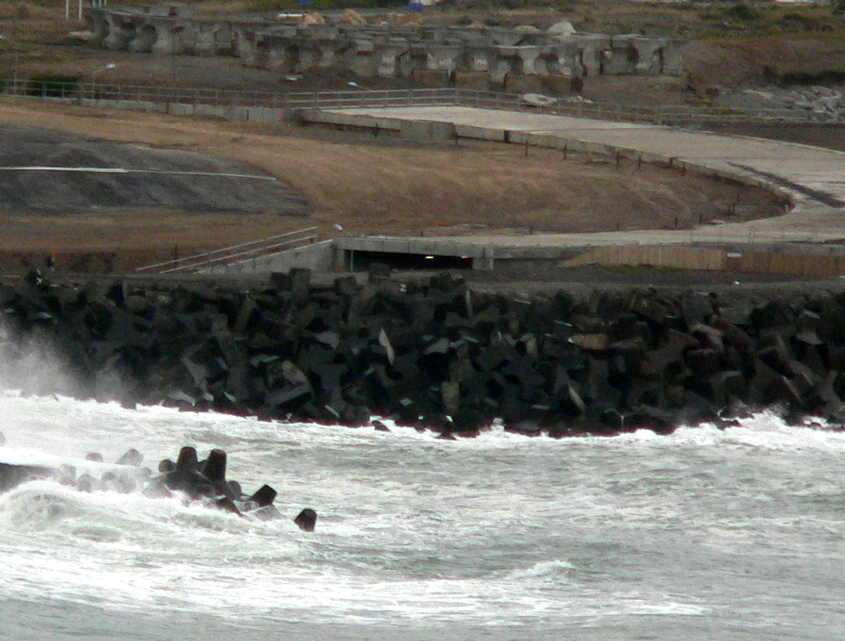
Akmons protegint la pista de l'aeroport internacional de Wellington des de l'estret de Cook.

Un akmon és un bloc de formigó de diverses tones que s'utilitza per a les esculleres i el blindatge de dics. Va ser dissenyat originalment als Països Baixos als anys seixanta, com una millora del tetràpode.